# 2009 en Lituanie
Cet article présente les faits marquants de l'année 2009 en Lituanie.

## Évènements

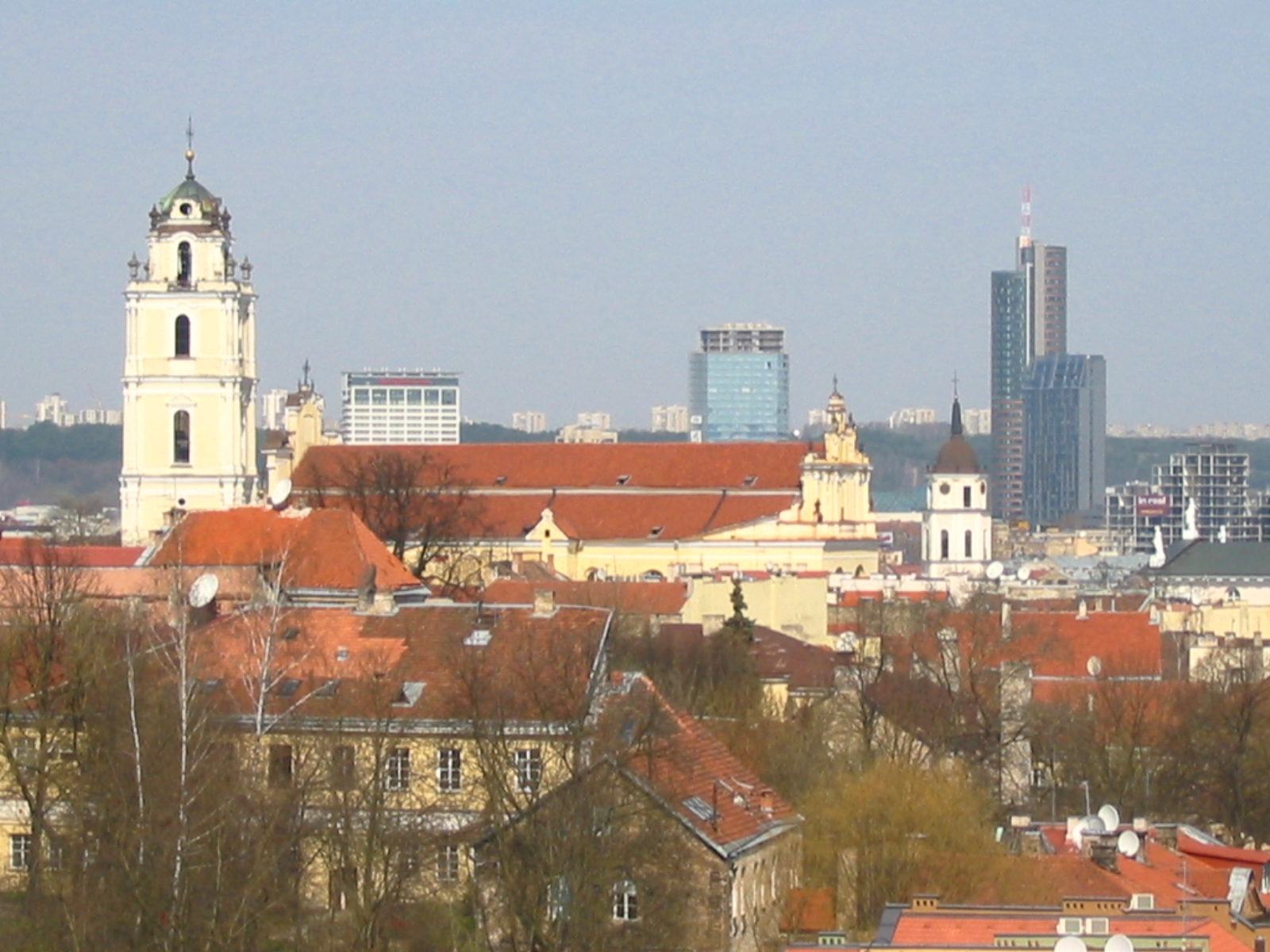
Vilnius

### Janvier
- Vendredi 16 janvier 2009 : violents affrontements à Vilnius entre manifestants contre un plan visant à augmenter les impôts et forces de l'ordre qui sont intervenues sans ménagement devant le Parlement où une vingtaine de personnes ont été blessées et plus de 80 autres arrêtées. Selon le premier ministre Andrius Kubilius : « Certains cherchent à déstabiliser la Lituanie et à semer le chaos. Ils utilisent le désarroi suscité par des réformes douloureuses pour atteindre leur but » [1].

- Lundi 19 janvier 2009 : le parquet de Vilnius annonce le prochain procès de Konstantin Nikouline, 41 ans, un ancien policier, accusé d'avoir participé au massacre de policiers et douaniers lituaniens le 31 juillet 1991 au poste frontalier lituano-biélorusse de Medininkai. Sept Lituaniens y avaient été tués et un autre avait été grièvement blessé par des hommes qui, armés de fusils d'assaut Kalachnikov, avaient attaqué leur poste. Les auteurs de ce massacre étaient membres des unités de police d'élite soviétiques OMON stationnées alors à Riga en Lettonie voisine.

- Jeudi 22 janvier 2009 : le premier ministre, Andrius Kubilius, annonce que le gouvernement débloque 4 % du PIB soit 1,15 milliard d'euros pour soutenir le business face à la crise[2].

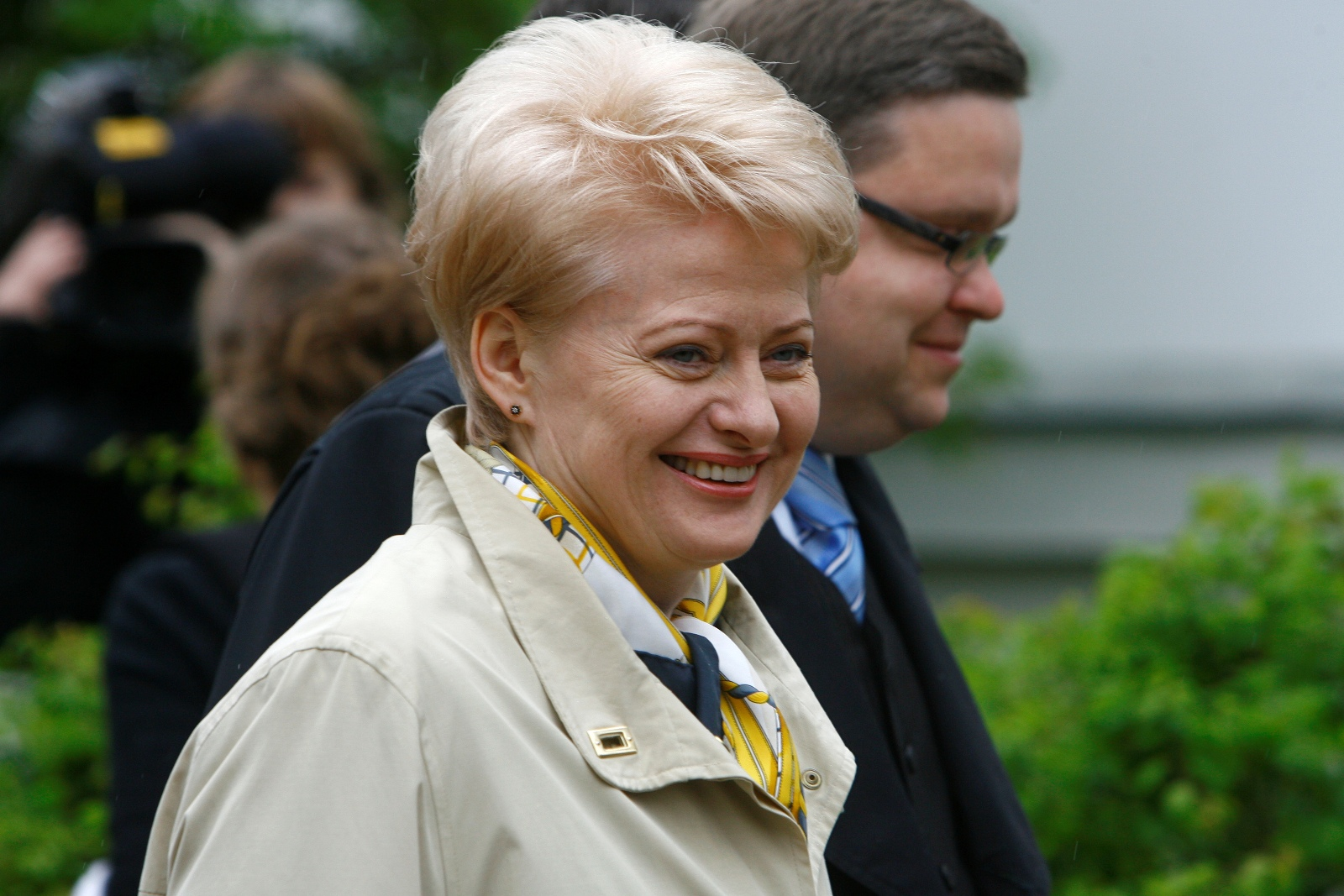
Dalia Grybauskaitė (mai 2009)

### Février
- Jeudi 12 février 2009 : l'inflation est passée de 8,5 % en décembre 2008 en glissement annuel à 9,6 % en janvier 2009. Le taux le plus élevé depuis 11 ans avait été atteint en juin 2008 avec 12,5 %. Le taux moyen d'inflation sur douze  mois, l'un des critères déterminants pour l'adoption de l'euro, est resté stable en janvier, à 10,9 %, cependant, l'adhésion de la Lituanie à la zone euro pourra difficilement intervenir avant 2013 selon les experts.

### Avril
- Lundi 20 avril 2009 : le ministère de la Défense et celui des Affaires étrangères envisagent de demander à ses soldats et diplomates de prendre des congés sans soldes, dans le cadre de la politique d'austérité du gouvernement face au déficit budgétaire gonflé par la crise économique, estimant que c'est une alternative meilleure qu'une réduction des effectifs.

### Mai
- Jeudi 7 mai 2009 : la police annonce la saisie en septembre 2008 de 40 kilogrammes de cocaïne cachés dans des cercueils, dans des habits et dans des palettes en provenance d'Amérique latine, et destinés à une entreprise lituanienne de pompes funèbres.

- Dimanche 17 mai 2009 : la commissaire européenne Dalia Grybauskaitė est largement en tête du premier tour de l'élection présidentielle, avec 69,04 % des voix pour une participation de 51,71 %.